# Гервей Наталис
Гервей Наталис (Гервей Ноталис, Эрве де Неделлек; лат. Hervaeus Natalis или Ervaeus; ок. 1260, Неделлек, епархия Трегье — 7 августа 1323, Нарбон) — монах-доминиканец, философ-томист, один из ближайших последователей Фомы Аквинского. В 1318— 1323 годах — генеральный магистр ордена проповедников (доминиканцев). Среди его многочисленных сочинений может быть Summa Totius Logicae, opusculum, когда-то приписываемый Фоме Аквинскому.

## Биография
Гервей Наталис родился около 1260 года в Бретани в местечке Неделлек около города Трегье. В 1276 году присоединился к доминиканцам. В 1303 году поступил в Парижский университет, где изучал теологию. 
В 1308 году стал главой доминиканской провинции во Франции, в 1318 году был избран 14-м магистром ордена. На посту главы ордена Гервей Наталис горячо поддерживал канонизацию Фомы Аквинского. 
Гервей Наталис — автор нескольких философских трудов, один из философов, в работах которых томизм получил своё особенное развитие.

## Труды
- Tractatus de secundis intentionibus (Paris, 1489 ; Venise, 1508 ; John P. Doyle, A Treatise of master Hervæus Natalis, d. 1323, the doctor perspicacissimus, On second intentions, vol. I, latin-anglais, Medieval Philosophical Texts in Translation 44, Milwaukee, Wisconsin, Marquette University Press, 2008);
- Defensa doctrinae D. Thomae;
- Correctorium fr. Jacobi Mettensis;
- De intellectu et specie;
- Quodlibeta Hervei (Venise, 1513; The Gregg Press, Ridgewood, New Jersey, 1966);
- De jurisdictione;
- De quattuor materiis sive Determinationes contra magistrum Henricum de Gandavo;
- Totius Logicae Aristotelis Summa.